# Jean IV. de Beaumont
Jean (IV.) de Beaumont, genannt le Déramé, Seigneur de Clichy et de Courcelles-la-Garenne, war ein französischer Adliger und Militär, der zum Marschall von Frankreich ernannt wurde.

## Leben
Jean (IV.) de Beaumont war der Sohn von Jean (III.) de Beaumont. Er war Chevalier, Conseiller im Conseil étroit du Roi. 1315 wurde er als Nachfolger des zurückgetretenen Miles X. de Noyers zum Marschall von Frankreich ernannt.
Er wurde königlicher Gouverneur von Artois, um die Bestimmungen der Vereinbarung, die im Dezember 1315 zwischen der Gräfin Mathilde (der Schwiegermutter des Königs Philipp V.) einerseits und den Adligen des Artois und deren Verbündeten andererseits geschlossen worden war, umzusetzen.
Jean de Beaumont nahm am Flandernkrieg Philipps V. von 1317/18 teil. Er starb im Juli 1318 in Saint-Omer.

## Ehe und Familie
Jean de Beaumont heiratete Jeanne NN. Ihre Kinder waren:
- Jean (V.) genannt le Déramé († nach 29. Mai 1339), Seigneur de Clichy et de Courcelles-la-Garenne
- Jeanne, 1336 bezeugt; ⚭ vor 10. Februar 1327 Pierre de Loigny
- Isabelle, 1336 bezeugt

Seine Witwe heiratete in zweiter Ehe Jean de Ferrières, der 1322 und 1326 bezeugt ist.